# 緑川酒造

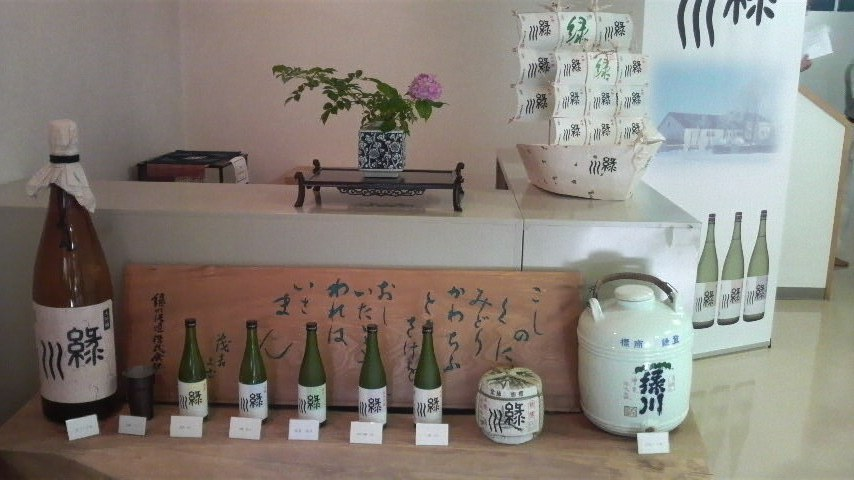
緑川酒造玄関内。お酒のラインナップが並ぶ。

緑川酒造株式会社（みどりかわしゅぞう）は新潟県魚沼市青島に本社を置く酒造会社である。

## 環境
魚沼市の南部に位置し、周囲を魚沼産コシヒカリなどが育つ田園に囲まれている。
会社のすぐそばを信濃川最大の支流である魚野川が流れているが、魚沼丘陵の伏流水を地下50mより汲み上げ、仕込み水として使用している。
日本酒の原料となる米と麹、母なる水が決め手となって杜氏が磨き上げた技術で出来上がる逸品である。
新潟県内での酒造りは魚沼地方に限らず酒造りに適した環境と言えるが、特に魚沼地域は夏は高原特有の寒暖差が米造りに、また冬は豪雪地帯故の積雪による安定した気温が酒造りに適しており、銘酒を産み出す環境となっている。

## 銘柄

### 定番商品
- 純米大吟醸緑川
- 大吟醸緑川
- 北穣吟醸緑川
- 純米吟醸緑川
- 吟醸緑川
- 純米緑川
- 本醸緑川
- 清酒緑川
- 涼暖生緑川
- 古緑川【純米吟醸】

### 季節限定商品
- 雪洞貯蔵酒 緑「生」【純米吟醸】※5月
- 雪洞貯蔵酒 緑【純米吟醸】※6月～10月
- 雪洞貯蔵酒 緑「吟醸」【吟醸】※11月・12月
- 緑川正宗※10月～4月
- ゆららか緑川【純米生】※11月
- 蔵出し緑川【吟醸生】※12月～3月
- 霞しぼり緑川【本醸造生】※3月
- 生酒緑川【純米生】※4月～9月

## 沿革
- 1884年 - 創業者・大平桂作により酒造りを開始。
- 1934年 - 大平酒造合資会社に社名変更。
- 1952年 - 大平酒造株式会社に社名変更。
- 1964年 - 緑川酒造株式会社に社名変更。
- 1990年 - 北魚沼郡小出町（現・魚沼市）小出島より現在地へ酒蔵移転。
- 2004年 - 新潟県中越大震災により被害を受け操業を停止。約1ヶ月後に操業を再開。

## 役員
- 代表取締役　大平俊治